# Juliaufstand

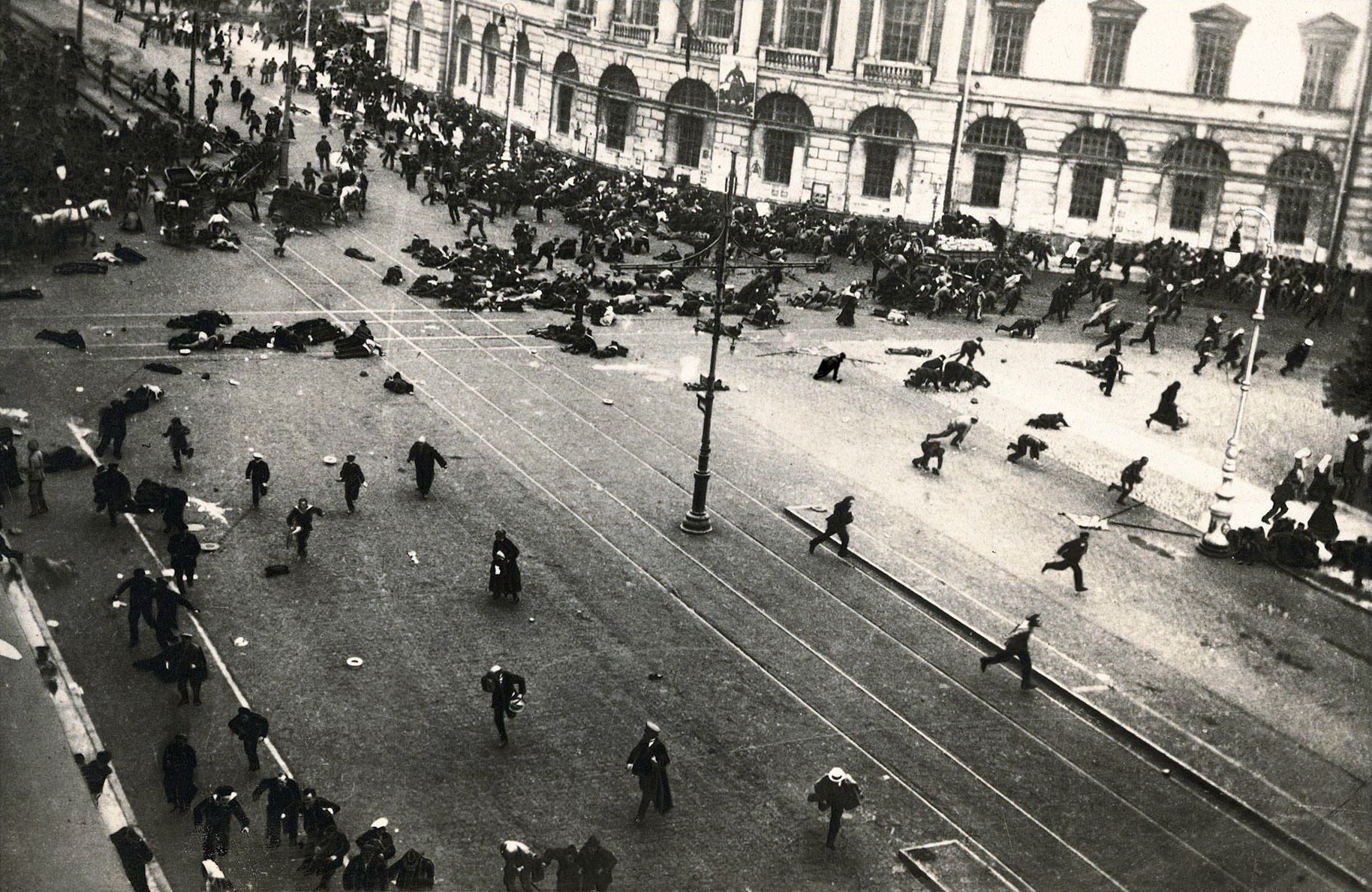
4. Juli 1917, Petrograd, Newski-Prospekt: Regierungstruppen schießen Demonstranten mit Maschinengewehren nieder

Als Juliaufstand, Julikrise, Julirevolution oder Juliputsch wird ein Ereignis der Russischen Revolution vom 3. Julijul. / 16. Juligreg. bis 7. Julijul. / 20. Juli 1917greg. bezeichnet.
Während Lenin in Finnland weilte, versuchten einige Führer der Bolschewiki, die Erfolglosigkeit der provisorischen Regierung in der Kerenski-Offensive zu deren Sturz zu nutzen. Damit sollte die seit der Februarrevolution bestehende Doppelherrschaft zwischen provisorischer Regierung und dem Petrograder Sowjet beendet werden. Dieses Vorgehen wird von verschiedenen Wissenschaftlern als Putsch bezeichnet.
Der ausgerufene Generalstreik scheiterte jedoch ebenso wie eine schlecht koordinierte Erhebung der Kronstädter Matrosen und der Roten Garden. Sie begleiteten eine Demonstration mit angeblich bis zu 500.000 Teilnehmern zum Taurischen Palais, dem Sitz sowohl der Petrograder Sowjets als auch der Staatsduma. Dort nahmen sie den sozialrevolutionären Landwirtschaftsminister Wiktor Michailowitsch Tschernow als Geisel, nachdem dieser sowohl seinen Rücktritt als auch eine Machtübergabe an die Sowjets verweigert hatte. Tschernow wurde von Leo Trotzki befreit, der die Demonstranten mahnte, ihr Anliegen nicht zu „besudeln“. Am Newski-Prospekt kam es zu einem Schusswechsel, die Demonstranten flohen in Panik. Weitere Schießereien folgten, nach zwei Tagen waren 500 Tote und Verletzte zu beklagen.
Die Doppelherrschaft wurde somit zwar tatsächlich beendet, jedoch zugunsten der Provisorischen Regierung. Die Bolschewiki waren vorübergehend geschlagen und wurden wieder in die Illegalität gezwungen. Der Ministerpräsident der Provisorischen Regierung Fürst Georgi Jewgenjewitsch Lwow trat am 20. Juli zurück. Sein Nachfolger wurde Kriegsminister Alexander Fjodorowitsch Kerenski, der dadurch de facto Diktator Russlands wurde. Lenin musste in den Untergrund gehen. Die Bolschewiki sahen somit die einzige Chance zu einer Machtübernahme in einem bewaffneten Aufstand, der schließlich zur Oktoberrevolution führte.